# Посульская оборонительная линия
Посульская оборонная линия — линия укреплённых древнерусских городов в составе Переяславского княжества, располагавшихся вдоль реки Сулы и оборонявших Русь от набегов степных кочевников.

## История
Заложена великим князем киевским Владимиром Святославичем, стремившимся во время войны с печенегами укрепить южные рубежи государства и набравшим для этого воинов из северной Руси.
В год 6496 [988 от Р. Х.]... И стал ставить города по Десне, и по Остру, и по Трубежу, и по Суле, и по Стугне. И стал набирать мужей лучших от словен, и от кривичей, и от чуди, и от вятичей, и ими населил города, так как была война с печенегами. И воевал с ними, и побеждал их.— Ипатьевская летопись 
Именно с Посульской линией связано первое известное употребление слова «украина» (пограничье), ставшее впоследствии основой для названия Украины. Впервые оно встречается в Ипатьевской летописи под 1187 годом в связи со смертью переяславского князя Владимира Глебовича, много воевавшего с половцами и укреплявшего пограничную линию. Согласно летописи, «о нем же оукраина много постона».
Большинство из городов Посульской линии пришли в упадок после Батыева нашествия.

## Города-крепости Посульской линии
- Воинь
- Желни
- Римов (согласно некоторым версиям локализации)
- Горошин
- Лукомль
- Снепород
- Лубны
- Кснятин
- Синеч
- Песочен
- Попаш
- Вьяхань
- Ромны